# Pallenopsis longirostris
Pallenopsis longirostris är en havsspindelart som beskrevs av Wilson, E.B. 1881. Pallenopsis longirostris ingår i släktet Pallenopsis och familjen Phoxichilidiidae. Inga underarter finns listade i Catalogue of Life.